# General Magic
General Magicは、Apple Computer（現：Apple）の子会社としてビル・アトキンソン、アンディ・ハーツフェルド、マーク・ポラットらにより、1990年に設立（Apple以外にAT&T、松下電器産業、モトローラ、NTT、フィリップス、ソニーが出資、提携）された携帯情報端末（スマートフォンの前身）やSTB MagicTVを開発する米国のIT企業であった。1998年にはマイクロソフトから600万ドルの出資を受けネットワークエージェント技術 Serengeti をライセンス供与するが、2002年12月に破産し、解散している。破産後の特許を買い取ったのは、Intellectual Venturesである。Android開発のキーマンであるアンディ・ルービンも設立時のメンバー。ジョアンナ・ホフマンは創業時のメンバーであり、iPod開発者のトニー・ファデルや米国CTOを務めたミーガン・スミス、Appleの上級副社長ジョン・ジャナンドレアも社員であった。
General Magicでは、オペレーティングシステム (OS) としてMagic Cap,  エージェント技術/スクリプト言語としてTelescript等が開発されていた。